# Henry d'Humières
Henry, Marie, Roger d'Humières (13 février 1920 - 5 janvier 2015) est un écrivain, officier et résistant français, combattant lors de la Seconde Guerre mondiale, la guerre d'Indochine et la guerre d'Algérie.
Il est le fils du géneral Alain d'Humières et de Andrée Béjot ainsi que le frère du colonel Louis d'Humières et du Géneral Septime d'Humières.
Il appartient à l'une des familles subsistante de la noblesse française, la famille d'Humières (Comte d'Humières).

## Biographie

### Jeunesse
Henry d'Humières nait le 13 février 1920, il effectue ses études secondaires (de 1932 à 1938) au Prytanée national militaire de La Flèche. Son père, meurt au front en 1940.

### Seconde Guerre Mondiale
En 1940, il est admis à l'École spéciale militaire de Saint-Cyr, repliée, le 16 décembre, à Aix-en-Provence. Après la dissolution de l'Armée d'Armistice (1942), il sert (en 1943) au sein du mouvement des Compagnons de France, créé pour la formation des jeunes en milieu rural et adhère à l'ORA (Organisation de résistance de l'Armée) en 1944.

### L'après-Guerre et la décolonisation
Il se marie le 9 janvier 1945 avec Marie-Françoise de Chalvet de Rochemonteix en l'église Saint Philippe du Roule à Paris. Capitaine en Indochine, il y est grièvement blessé; rapatrié sanitaire, il se dirige alors vers l'action psychologique en Algérie et surtout aux actions de formation de jeunes musulmans.

### Après la décolonisation
De 1963 à 1965, il commande le centre militaire de formation professionnelle de Fontenay-le-Comte et travaille avec le Service militaire adapté créé aux Antilles-Guyane par le général Nemo. Il est nommé au secrétariat général de la Défense nationale.
Quittant l'Armée en 1972, il continue à agir dans le domaine de la formation pour les familles de harkis, les immigrés et les réfugiés du Sud-Est asiatique, à l'insertion socioprofessionnelle desquels il contribue, même lorsqu'il rejoint son Auvergne natale,, ce qui lui valut les palmes académiques.
Il meurt le 5 janvier 2015 à Marcolès dans le Cantal,. Il y est inhumé le 9 janvier 2015.

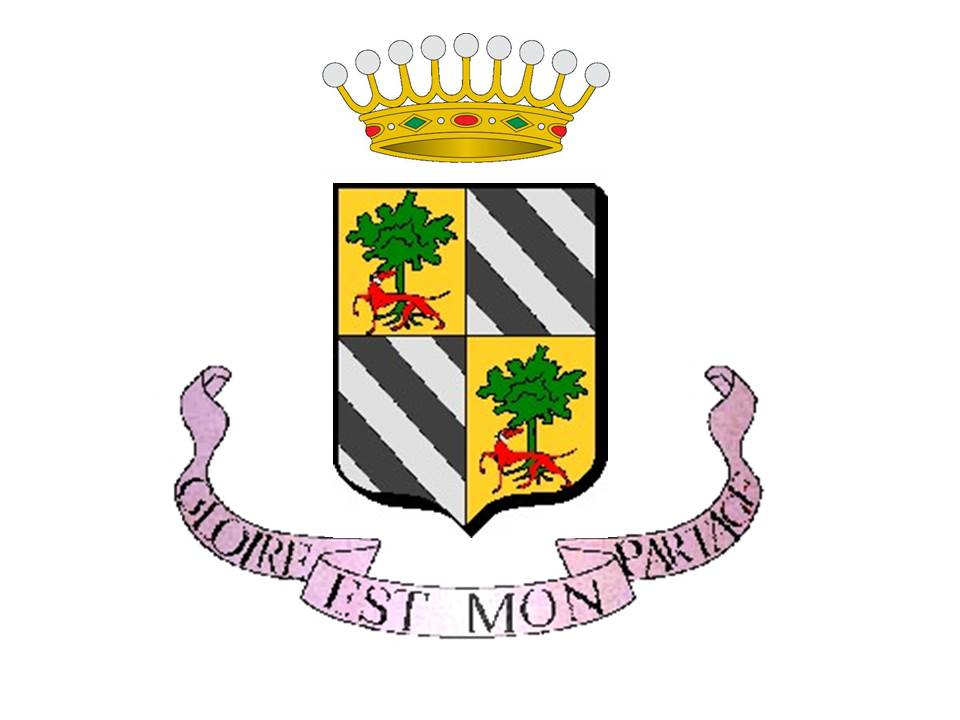
Armoiries de la Famille d'Humières

## Décorations
- Officier de la Légion d'honneur
- Officier de l'ordre national du Mérite
- Croix de guerre 1939-1945
- Croix de guerre des TOE, avec palme de bronze
- Croix de la Valeur militaire
- Officier des Palmes académiques[4]
- Médaille des blessés de guerre

| Officier de la Légion d'Honneur | Officier de l'ordre national du mérite | Croix de Guerre TOE avec Palme                 |
| ------------------------------- | -------------------------------------- | ---------------------------------------------- |
| Croix de Guerre 39-45           | Croix de la valeur militaire           | Médaille des blessés de Guerre avec une étoile |
| Officier des Palmes Académiques |                                        |                                                |

## Anecdote
Dans son ouvrage J'avais vingt ans en 1940 : Quatre années dans le sillage du Maréchal Pétain, Henry d'Humières explique que le 23 juillet 1941, intervenant à huis clos devant les élèves officiers des Écoles regroupées à Aix-en-Provence, le Maréchal Pétain leur précisa que l'Allemand demeurait l'ennemi, que sa politique s'inspirait de celle de la Prusse après Iéna et demanda au Commandant des Écoles d'instruire les futurs officiers en vue de la revanche en y incluant les combats de guérilla. À partir du 6 juin 1944, Henry d'Humières devait effectivement participer aux combats des Forces Françaises de l'Intérieur dans le Cantal.

## Publications
- Le Général Alain d'Humières : Mort pour la France (1983)
- Hommage au Maréchal Pétain (1990) (22 p.)
- Le devoir de mémoire : Justice pour le Maréchal Pétain (Préface du colonel Bernard Moinet) (1997)
- J'avais vingt ans en 1940 : Quatre années dans le sillage du Maréchal Pétain (Préface du général Jacques Le Groignec) (2000)
- L'armée française et la jeunesse musulmane : Algérie 1956-1961 (Préface du général Jean Delaunay) (2002) [7]
- Vérités sur l'action du Maréchal Pétain (2003)
- Un service national pour l'avenir de la jeunesse et la pérennité de la France (2004)
- De la gloire de l'Armée d'Afrique au dégagement criminel en Algérie (Préface du général Georges Grimal) (2005)
- Philippe Pétain, Charles de Gaulle et la France (2007)
- Servir (Préface du général Bertrand de Dichenin) (2009)
- Pour un service civique obligatoire pour tous les jeunes français (2011)